# Pachnobia carnea
Pachnobia carnea là một loài bướm đêm trong họ Noctuidae.